# Senecio keniodendron
Senecio keniodendron es una especie de Senecio de la familia de las asteráceas.

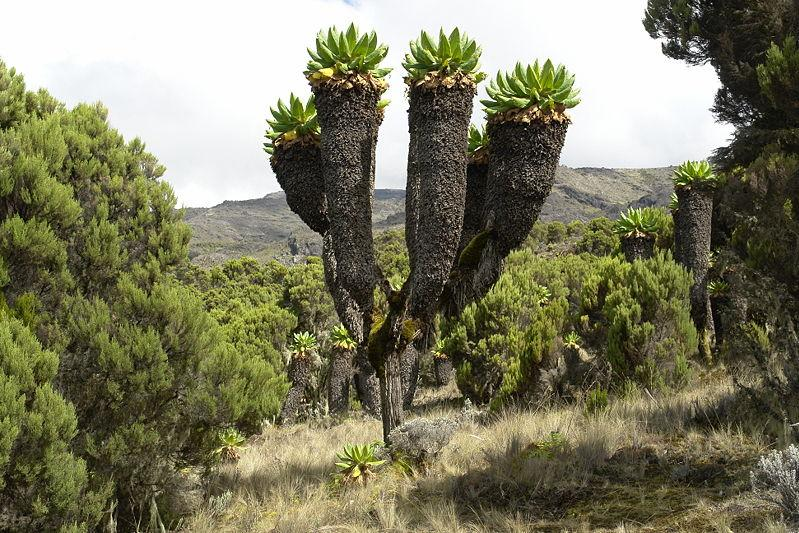
Vista el árbol

## Distribución y hábitat
Es endémico del monte Kenia. Crece entre 3900 y 4500 m s. n. m. S. keniensis crece a altitudes ligeramente inferiores, pero sus rangos se solapan algo y regularmente se hibridan.
Cuando las hojas mueren, no caen, en cambio persisten aislando el tallo de las temperaturas congelantes de la altitud.

## Taxonomía
Senecio keniodendron fue descrita por (R.E.Fr. & T.C.E.Fr.) y publicado en Svensk Botanisk Tidskrift 16: 328. 1922.
Etimología
Ver: Senecio
keniodendron: epíteto latíno compuesto que significa "árbol de Kenia". 
Sinonimia
- Dendrosenecio keniodendron (R.E.Fr. & T.C.E.Fr.) B.Nord.[5]